# Pont Nou
El Pont Nou de Manresa (Puente Nuevo, en castellano) es un puente sobre el río Cardener a su paso por Manresa (provincia de Barcelona, Cataluña, España). De estructura gótica, es uno de los puentes medievales mejor conservados de Cataluña.
En 2013 fue declarado bien cultural de interés nacional con categoría de monumento histórico.

## Historia

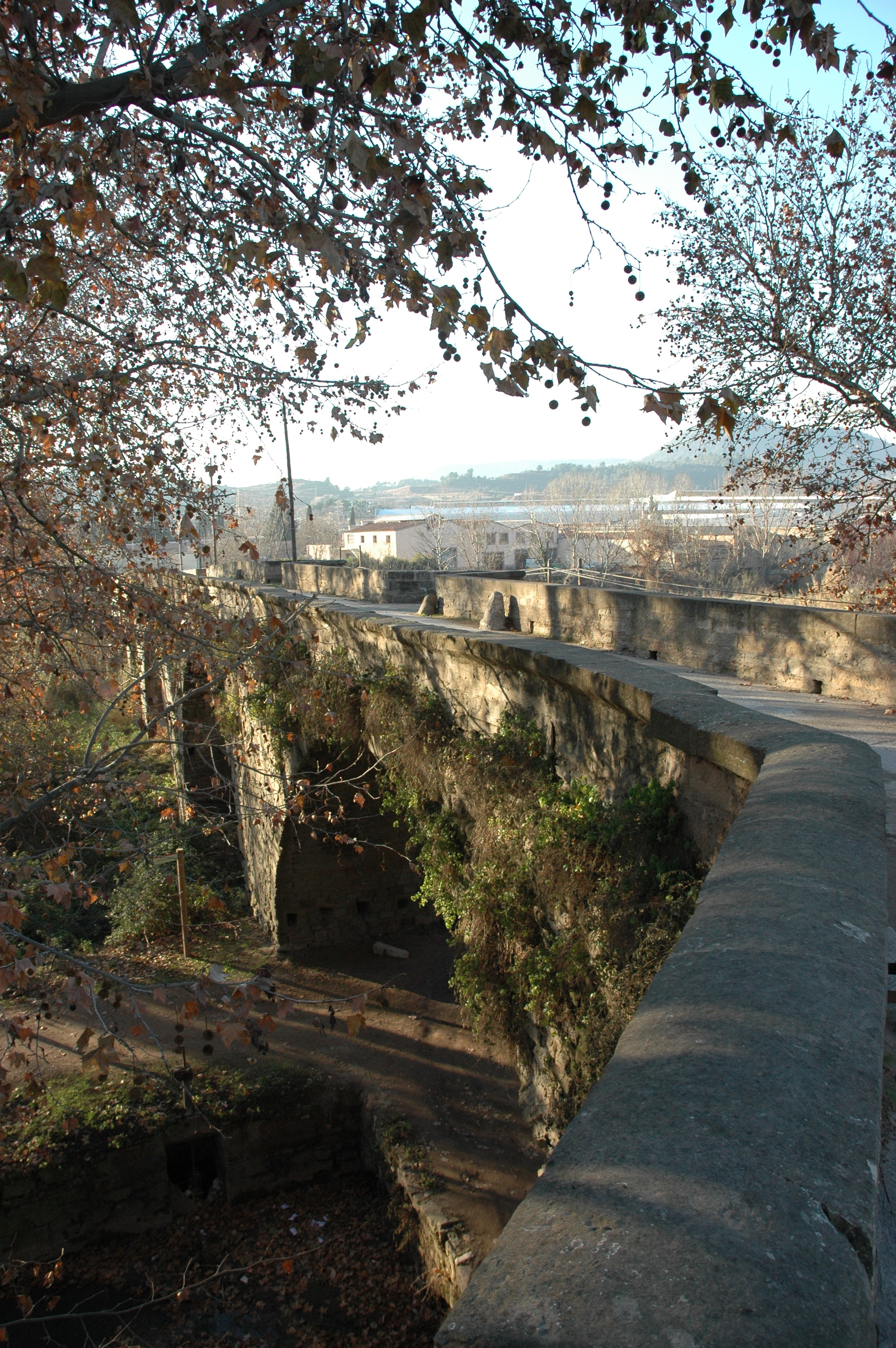
El Pont Nou

El puente Nuevo fue construido en 1322 bajo la dirección del arquitecto  barcelonés Berenguer de Montagut, quien también proyectó las iglesias de la  Seu y del  Carme. Fue levantado en una época de esplendor demográfico, económico y urbanístico para Manresa, favorecido por ser lugar de paso entre la montaña y la costa. Hasta ese momento, el único puente que cruzaba el río Cardener era el  Pont Vell, construido unos 300 años antes y ya incapaz de soportar el elevado flujo comercial y el paso de grandes carruajes. El Pont Nou vino a resolver este problema, facilitando la comunicación con lugares como Lleida, Vic, Cardona, Solsona o Cervera y generando oportunidades comerciales para la burguesía manresana. El puente formaba parte del camino real de Manresa a Lérida.
El 18 de marzo de 1322 (14 calendas de abril) el rey Jaime II concedió a Manresa la construcción de un puente nuevo que debía facilitar la comunicación entre las poblaciones del río. Decretando, que para poder pagar la obra, los transeúntes deberían pagar el pontazgo estipulado, que era:
- Un dinero por cada mula.
- Un óbolo o malla por cada persona.
- Un dinero por cada ocho toros.
- Un dinero por cada veinte cabras o carneros y otros animales pequeños.

El arzobispo de Tarragona contribuyó a la construcción del mismo con donativos e indulgencias a los obreros.
A lo largo de su historia, el Pont Nou ha sufrido muchos contratiempos, como grandes riadas o la Guerra de la Independencia Española, que le han causado daños, pero dada su relevancia siempre ha sido restaurado.

## Descripción
El Pont Nou está situado al oeste la ciudad, a la altura del cementerio. Tiene una longitud aproximada de 130 metros. Inicialmente contaba con nueve arcos de medio punto, de luces desiguales, que descansan sobre pilares de sección rectangular. Posteriormente se acortó a los ocho arcos actuales.
En el lado norte, aguas arriba, los pilares disponen de tajamares triangulares que se prolongan hasta la barandilla, formando unos miradores o apartaderos. El tablero del puente es horizontal.